# Gabriel Pierné
Henri Constant Gabriel Pierné (Metz, 16 de agosto de 1863 — Ploujean, 17 de julho de 1937) foi um  compositor, organista e regente francês.
Estudou no Conservatório de Paris, onde foi aluno de Marmontel, Lavignac, César Franck e Massenet.
Sua cantata Edith ganhou o Prêmio de Roma. Sucedeu a partir de 1890 César Franck, como organista da igreja de Santa Cecília.
Entre 1910 e 1932 foi diretor musical e maestro dos Concerts Colonne.
É autor de oito óperas, balés, oratórios, obras orquestrais, um Concerto para Piano e Orquestra (1887), além de uma Fantaisie-Ballet e um poema sinfônico para Piano e Orquestra.
Para órgão e orquestra compôs Les Cathédrales, e para harpa e orquestra um Konzertstück.
Suas outras composições são peças para piano, canções, música de câmara e música incidental para várias obras dramáticas.